# Tufão Sepat (2007)
O tufão Sepat (designação internacional: 0708; designação do JTWC: 09W, designação filipina: Egay), às vezes chamado de super tufão Sepat foi o décimo ciclone tropical, o oitavo sistema nomeado, o sexto tufão e o quarto super tufão da temporada de tufões no Pacífico de 2007. Ao longo de seu caminho, Sepat afetou as Filipinas, e atingiu diretamente Taiwan e a China, mais exatamente na província de Fujian.

## História meteorológica

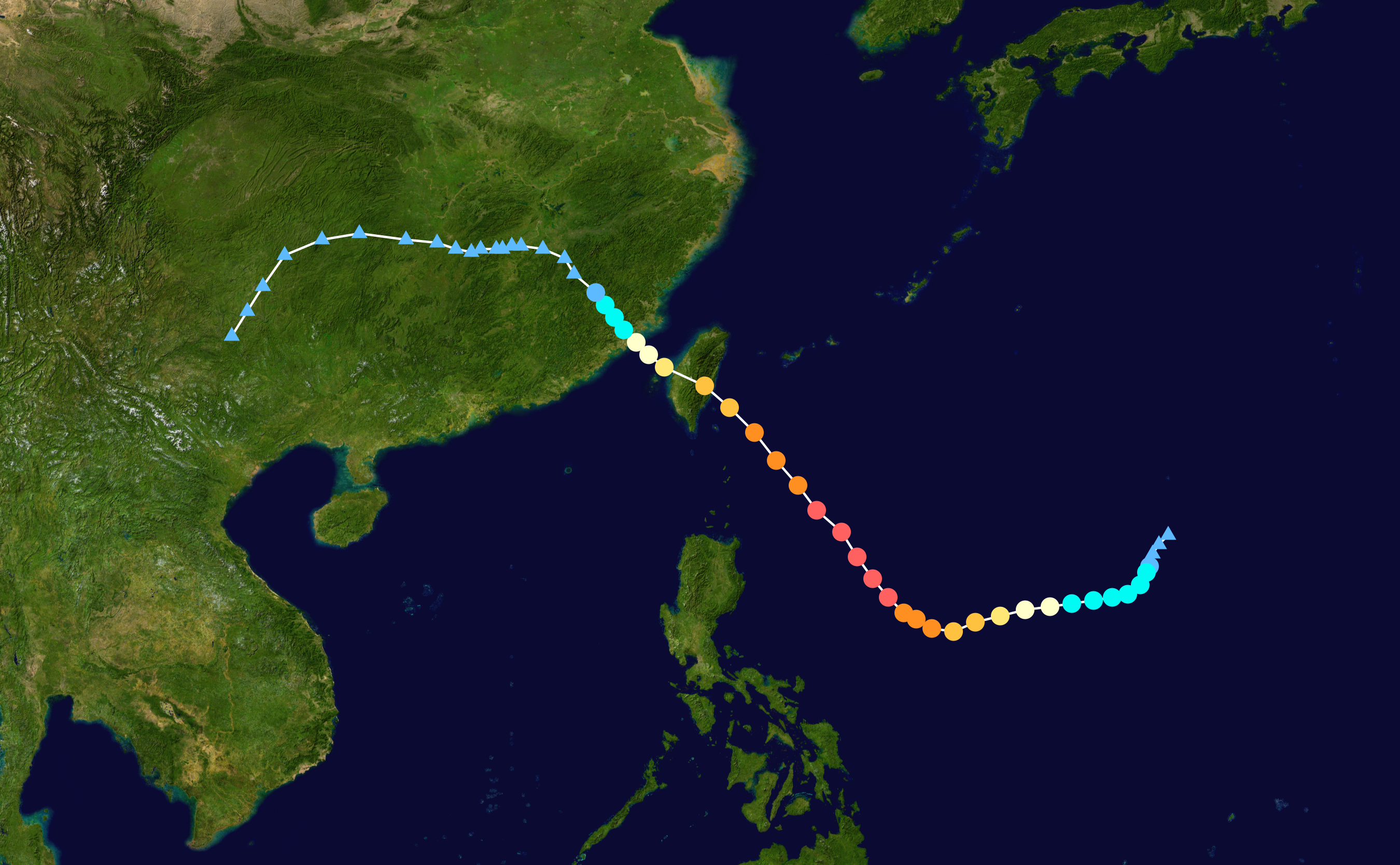
O caminho de Sepat

Em 11 de agosto, um centro de circulação ciclônica de superfície formou-se em conjunção com uma persistente área de convecção a cerca de 1.280 km a sudeste de Naha, Okinawa, Japão. Ventos de altos níveis setentrionais inicialmente forneceu uma divergência beneficial, embora o fenômeno tenha resultado também na formação de ventos de cisalhamento e na falta de boas correntes de ar favoráveis para seu desenvolvimento. Os ventos de altos níveis se enfraqueceram gradualmente e permitiu a criação de um ambiente mais favorável para seu desenvolvimento assim que a perturbação seguiu na periferia  de um anticiclone de altos níveis. Assim que as áreas de convecção de ar envolveram todo o centro do sistema, o Joint Typhoon Warning Center (JTWC) emitiu um alerta de formação de ciclone tropical sobre o sistema no final de 11 de agosto. Permanecendo quase estacionário, entre duas cristas, uma a Nordeste e outra a Sudeste, o sistema se desenvolveu mais ainda e na madrugada de 12 de Agosto, o JTWC classificou a perturbação como a depressão tropical 09W. Pouco depois, a Agência Meteorológica do Japão (AMJ) classificou o sistema como uma depressão tropical enquanto o sistema estava localizado a cerca de 1.245 km a sudeste de Okinawa, Japão.
Doze horas depois, o JTWC classificou a depressão tropical para uma tempestade tropical baseada baseada na em estimativas de intensidade por imagens de satélite via técnica Dvorak e nas bandas de tempestades fortes ciclônicas que o sistema exibia. Uma área de baixa pressão de altos níveis ajudou na diminuição dos ventos de cisalhamento que afetavam a tempestade. O JTWC também alertou sobre a possibilidade de uma rápida intensificação. A AMJ classificou a depressão como tempestade tropical no final daquele dia nomeando-o de Sepat. O nome Sepat foi dado pela Malásia e refere-se a uma espécie de peixe de água doce.
Na madrugada do dia seguinte, Sepat já apresentava um olho visível em imagens de satélite no canal microondas e permanência num ambiente favorável a seu desenvolvimento, incluindo ventos de cisalhamento em enfraquecimento. Também, um anticiclone movia-se sobre Sepat. Naquele momento, sepat adentrou a área de responsabilidade da PAGASA e a agência nomeou-o de "Egay". então, a AMJ classificou a tempestade como tempestade tropical severa. Sepat continuou a se fortalecer e a se organizar lentamente e começou a acelerar seu movimento sob a influência de uma alta subtropical que conduzia Sepat ao seu encontro. Sepat se fortaleceu e tornou-se um tufão na manhã de 14 de agosto devido ao contínuo enfraquecimento dos ventos de cisalhamento e ao ambiente favorável a seu desenvolvimento.
O Sepat desenvolveu um olho, repleta de nuvens, medindo 22 km de diâmetro durante aquela noite e uma parede do olho medindo 240 km de diâmetro. A temperatura da superfície do mar era favorável, em torno de 29-30 °C e que permitia Sepat a continuar o seu desenvolvimento apesar da diminuição do fluxo externo para Norte. Neste momento, a pressão atmosférica no olho de Sepat tinha caído para 955 mbar. O JTWC também notou a possibilidade de uma rápida intensificação iminente da tempestade.
No final daquela noite, o Sepat sofreu rápida intensificação, como esperado, e foi classificado pelo JTWC como um super tufão na manhã seguinte. A AMJ, neste momento, dizia que a pressão atmosférica no interior do olho era de 940 mbar. A convecção profunda esquentou ligeiramente e sofreu ligeiras flutuações durante a tarde. Neste momento, a velocidade de movimento de Sepat diminuiu e o tufão mudou sua direção mais para Norte. As nuvens que predominavam sobre seu olho desapareceram, tornou-se ligeiramente maior e seu topo esquentou. No final daquela noite, o tufão já era o mais forte da temporada; a pressão atmosférica no interior de seu olho era estimada em 925 mbar pela AMJ. mais baixa do que o Tufão Man-yi, que até então era considerado o mais forte tufão da temporada.
Continuando a se intensificar, o Sepat alcançou o seu pico de intensidade, com uma pressão atmosférica central mínima de 910 mbar em 16 de Agosto. O tufão também manteve seu olho livre de nuvens. O alto índice de calor latente do oceano e bons fluxos externos para Sul mantiveram a intensidade do ciclone, mas um ciclo de substituição da parede do olho começou no final daquele dia, causando o enfraquecimento do super tufão. O ciclo de substituição da parede do olho continuou durante aquela noite e na manhã seguinte, Sepat apresentava paredes do olho concêntricas, com a parede do olho interna sendo a mais fraca. No final de 17 de agosto, o JTWC classificou Sepat novamente como um tufão.
O Sepat atingiu o leste de Taiwan entre Taitung e Hualien na manhã de 18 de agosto, horário local (21:00 UTC de 17 de Agosto) e se enfraqueceu para um tufão mínimo. Depois de cruzar a ilha de Taiwan, Sepat ainda mantinha a força de um tufão mínimo antes de se enfraquecer para uma tempestade tropical severa naquela noite. 24 horas depois de Sepat ter atingido Taiwan, o ciclone tropical atingiu a costa da China e foi classificado como tempestade tropical na manhã seguinte. Sepat se enfraqueceu ainda mais sobre terra e o último aviso sobre o sistema foi emitido na manhã de 20 de agosto.

## Preparativos
O governo da República da China (Taiwan) emitiu alertas de tufão marítimos na manhã de 16 de agosto e avisos terrestres no final daquela noite. Em todos os condados e cidades da ilha, um "feriado de tufão" foi declarado para ajudar a população a se preparar para a chegada de Sepat. Nas Filipinas, a PAGASA emitiu avisos de tempestade públicos sinal 1 a 3 (o sinal 4 é o mais alto) para algumas províncias da região de Luzon.
Mais de 900.000 pessoas tiveram que ser retiradas no leste da China e mais de 100 voos foram cancelados. No Taiwan, mais de 2.000 também foram retiradas.
Depois de o Sepat ter atingido a costa da China, o escritório meteorológico regional da província de Hunan enviou mais de 2,25 milhões de mensagens de texto à população com avisos sobre os temporais relacionados com o Sepat.

## Impactos

### Filipinas
Em 15 de Agosto, chuvas de monção trazidas pelo tufão Sepat alagaram e paralisaram o trânsito na Região Metropolitana de Manila, Filipinas. As aulas e os serviços governamentais foram suspensas até 17 de Agosto. No país, no mínimo 3 pessoas se afogaram devido às fortes chuvas.

### Taiwan
Ventos constantes de 126 km/h foram registrados próximo à costa de Taiwan em 18 de Agosto assim que Sepat atingiu o país.
A chuva forte no Taiwan, que alcançou 984 mm (quase 1 metro) em Tianhsiang, em Hualien resultou em vários deslizamentos de terra, especialmente nas regiões montanhosas e na região sul do país. A combinação das chuvas pesadas com os fortes ventos causaram danos estimados em $34,5 milhões de dólares na agricultura. Mais de 70.000 ficaram sem eletricidade e quase 9.000 casas ainda estavam sem eletricidade uma semana após a passagem do tufão Sepat.
A auto-estrada Suao-Huaien também foi fechada devido aos deslizamentos de terra provocadas pela alta precipitação trazida por Sepat. No Taiwan pelo menos uma pessoa morreu.

### China
Na província de Fujian, os ventos de Sepat derrubaram vários outdoors e destelharam muitas casas. Um tornado foi registrado em Zhejiang, matando 13 pessoas e ferindo mais de 60. Em muitos condados a precipitação alcançou mais de 200 mm de chuva. As chuvas torrenciais de Sepat causaram vários deslizamentos de terra em Fujian; pelo menos 12 pessoas ficaram desaparecidas. Os deslizamentos de terra foram à causa de 39 mortes em toda a China durante a passagem do tufão. Além de Fujian e Zhejiang, foram registrados danos também nas províncias de Jiangxi e Hunan. No total, os danos foram calculados em $658 milhões de dólares.